# Macrolepidoptera
Macrolepidoptera este un grup în cadrul ordinului Lepidoptera. În mod tradițional, denumirea a fost utilizată pentru speciile mai mari de fluturi și molii, în contrast cu „Microlepidoptera”.

## Superfamilii
- Mimallonoidea
- Lasiocampoidea
- Bombycoidea
- Noctuoidea
- Drepanoidea
- Geometroidea
- Axioidea
- Calliduloidea
- Hedyloidea
- Hesperioidea
- Papilionoidea

Ultimele trei alcătuiesc Rhopalocera, sau fluturii.